# Lophiogobius ocellicauda
Lophiogobius ocellicauda е вид лъчеперка от семейство Попчеви (Gobiidae), единствен представител на род Lophiogobius.

## Разпространение
Видът е разпространен в Китай (Джъдзян, Дзилин, Дзянсу, Ляонин, Тиендзин, Фудзиен, Хубей, Шандун и Шанхай).